# Mimeresia favillacea
Mimeresia favillacea är en fjärilsart som beskrevs av Karl Grünberg 1910. Mimeresia favillacea ingår i släktet Mimeresia och familjen juvelvingar. Inga underarter finns listade i Catalogue of Life.